# جشوقان
جشوقان هي قرية في مقاطعة أصفهان، إيران. عدد سكان هذه القرية هو 482 في سنة 2006.